# محمد شوقي الزين
محمد شوقي الزين (1972 -) هو كاتب وفيلسوف جزائري. 

## حياته ونشأته
من مواليد مدينة وهران. درس في جامعة بروفونس بفرنسا. تحصل على الدكتوراه في الدراسات العربية الإسلامية، تخصص الفلسفة والتصوف.
إنه أحد الباحثين الذي يقرأ بعدة نقدية الفكر الكلاسيكي والفكر المعاصر. قراءته لـ جاك دريدا وهانس جيورغ غادامير أتاحت له قراءة النصوص الفلسفية والعرفانية بأدوات نقدية معاصرة.
كما أنه معجب بالفيلسوف اللبناني علي حرب حيث كتب عنه وذكره في عدة كتبه. وترجم أحد كتبه إلى الفرنسية. انه يشتغل الآن على ابن عربي حيث كان موضوع رسالة الدكتوراه. يستلهم العديد من أفكاره من هذا المفكر الصوفي الأندلسي. وتحصل سنة 2011 على دكتوراه ثانية في الفلسفة حول المؤرخ والمفكر الفرنسي ميشال دو سارتو حول الفلسفة العملية وفلسفة الفعل والأداء المرتبطة بالتداولية (البراغماتية) والسوسيولوجيات الميكروبنائية مثل التفاعلية الرمزية والإثنوميتودولوجيا.
أنشأ مؤخّراً المنتدى العربي للتفكيك كمبادرة للتواصل العربي حول فلسفة جاك دريدا، ونتاج الاحتفائية بجاك دريدا التي نُظِّمت في مهرجان «تاء الشباب» بالبحرين من 10 إلى 13 أوت 2009.

## مؤلفاته
- تأويلات وتفكيكات : فصول في الفكر الغربي المعاصر، المركز الثقافي العربي، بيروت-الدار البيضاء، 2002.
- هويات وغيريات، منشورات الاختلاف، الجزائر، 2002.
- سياسات العقل، دار الغرب، وهران، 2005.
- إزاحات فكرية: الحداثة والمثقف، منشورات الاختلاف، الجزائر، 2005.
- فلسفة التأويل (ترجمة عربية لكتاب غادامير الفيلسوف الألماني)، منشورات الاختلاف، الجزائر؛ الدار العربية للعلوم والمركز الثقافي العربي، بيروت، 2006.
- الإزاحة والاحتمال. صفائح نقدية في الفلسفة الغربية، الجزائر-بيروت، منشورات الاختلاف والدار العربية للعلوم، 2008.
- ابتكار الحياة اليومية (ترجمة عربية لكتاب ميشال دو سارتو)، منشورات الاختلاف، الدار العربية للعلوم، الجزائر-بيروت، 2010.
- الذات والآخر: قراءات معاصرة في العقل والسياسة والواقع، منشورات الاختلاف، منشروات ضفاف، دار الأمان، الجزائر-بيروت-الرباط، 2012.
- ميشال دو سارتو: منطق الممارسات وذكاء الاستعمالات، دار ابن النديم، منشورات روافد ثقافية، الجزائر-وهران-بيروت، 2013.
- الثقاف في الأزمنة العجاف: فلسفة الثقافة في الغرب وعند العرب، منشورات الاختلاف، منشورات ضفاف، دار الأمان، الجزائر-بيروت-الرباط، 2013.

## وصلات
- مدوّنة الدكتور محمد شوقي الزين
- المنتدى العربي للتفكيك